# 相川 (岐阜県)

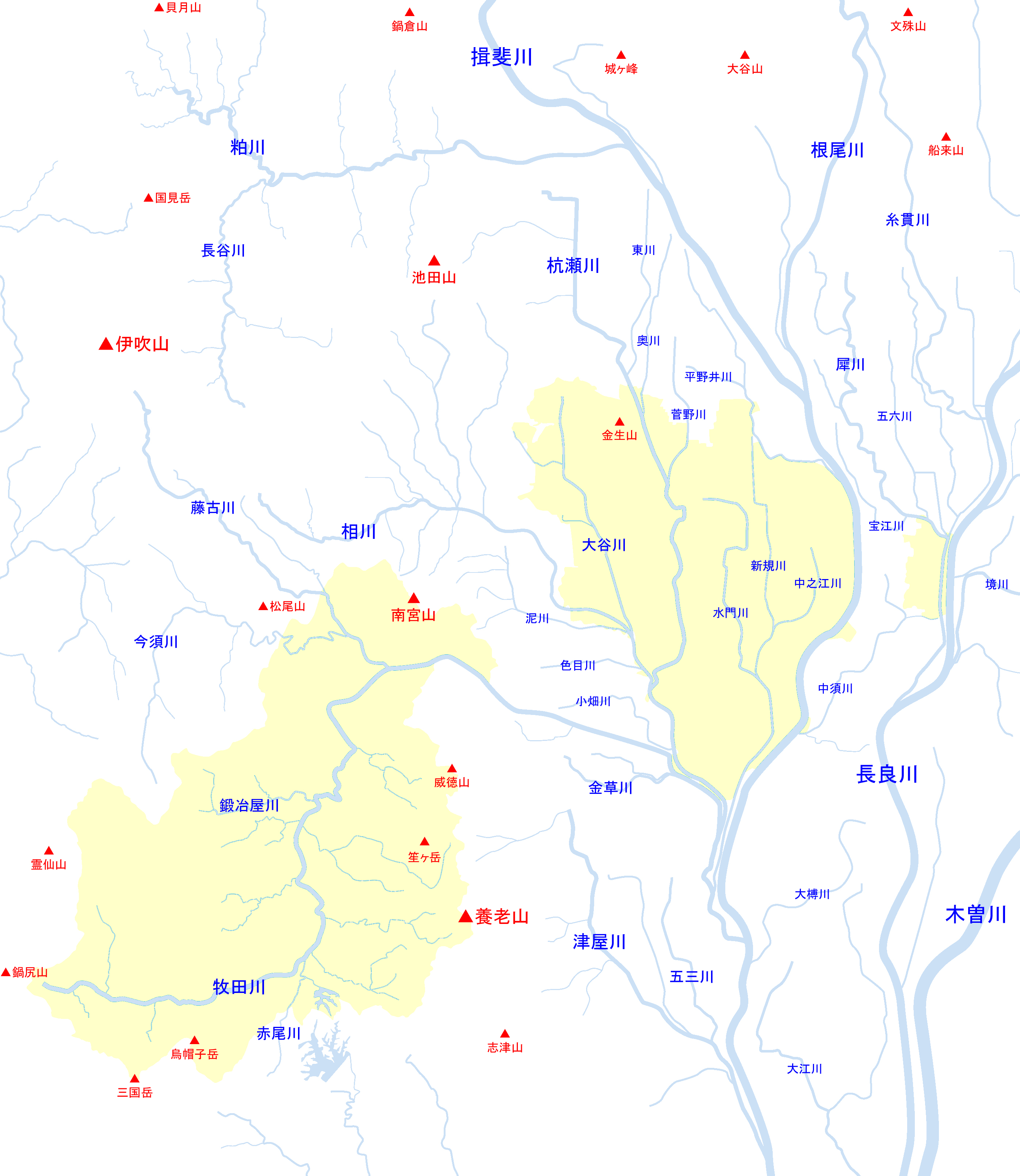
大垣市周辺河川の位置関係図

相川あるいは藍川（あいかわ）は、木曽川水系の一級河川。岐阜県不破郡関ケ原町・不破郡垂井町・大垣市・養老郡養老町を流れる。杭瀬川・牧田川・揖斐川を経て伊勢湾に至る木曽川の4次支川。

## 地理
岐阜県不破郡関ケ原町北部の伊吹山南麓、相川谷を水源とする。関ケ原盆地を東に流れながら池田山・南宮山から流れ出る岩手川・大滝川などの水を集め、垂井町までの区間では洪積層からなる扇状地を侵食して河岸段丘を形成している。池田山から流れ込む支流の梅谷川・大滝川は直線的な流路をとるが、これは条里制施行によって人為的に整えられたものと考えられる。
垂井町中心地を過ぎると南東へと流れを変える。垂井町付近は水量が少なく、堆積作用によって天井川化が進んでいるが、南東へ流れを変える表佐付近は湧水帯となっており水量が増す。そのためこの付近は水害が多く、2重の堤防が築かれている。
大垣市に入ると泥川・大谷川と合流、大垣市多芸島町付近で色目川と合流した後に杭瀬川に合流する。河川法における河川区間は約18キロメートル。

## 主な橋
- 相川橋（岐阜県道234号垂井停車場線）
- 御幸橋（岐阜県道257号川合垂井線）

## 相川鯉のぼり一斉遊泳
相川水辺公園（垂井町）で毎年3月下旬～5月上旬にかけて約350匹の鯉のぼりが遊泳する。このイベントは子供が成長し家庭で眠っている鯉のぼりを垂井町が募集し全国から寄付を受けたことにより1987年（昭和62年）から始まった。鯉のぼりの最前列には町内の小学校を卒業する小学生が将来の夢などを寄せ書きした吹き流しが遊泳する。風雨などで破損し修復できないものもあり年々数を減らしている。その為、2017年（平成29年）より受身の寄付だけでなく働きかけを行い十六銀行や未来工業、大垣西濃信用金庫などの企業や個人の有志による手作りの鯉のぼりの寄付を受けた。また、この公園の両岸の堤防にはソメイヨシノが約200本植わっており、更に上流側には伊吹山が見えるため、その年の気温によっては「鯉のぼり」「桜」「残雪」を同時に見ることができる珍しいスポットでもある。
- 桜まつり

毎年4月上旬、この付近の桜が満開になる頃に行われる。

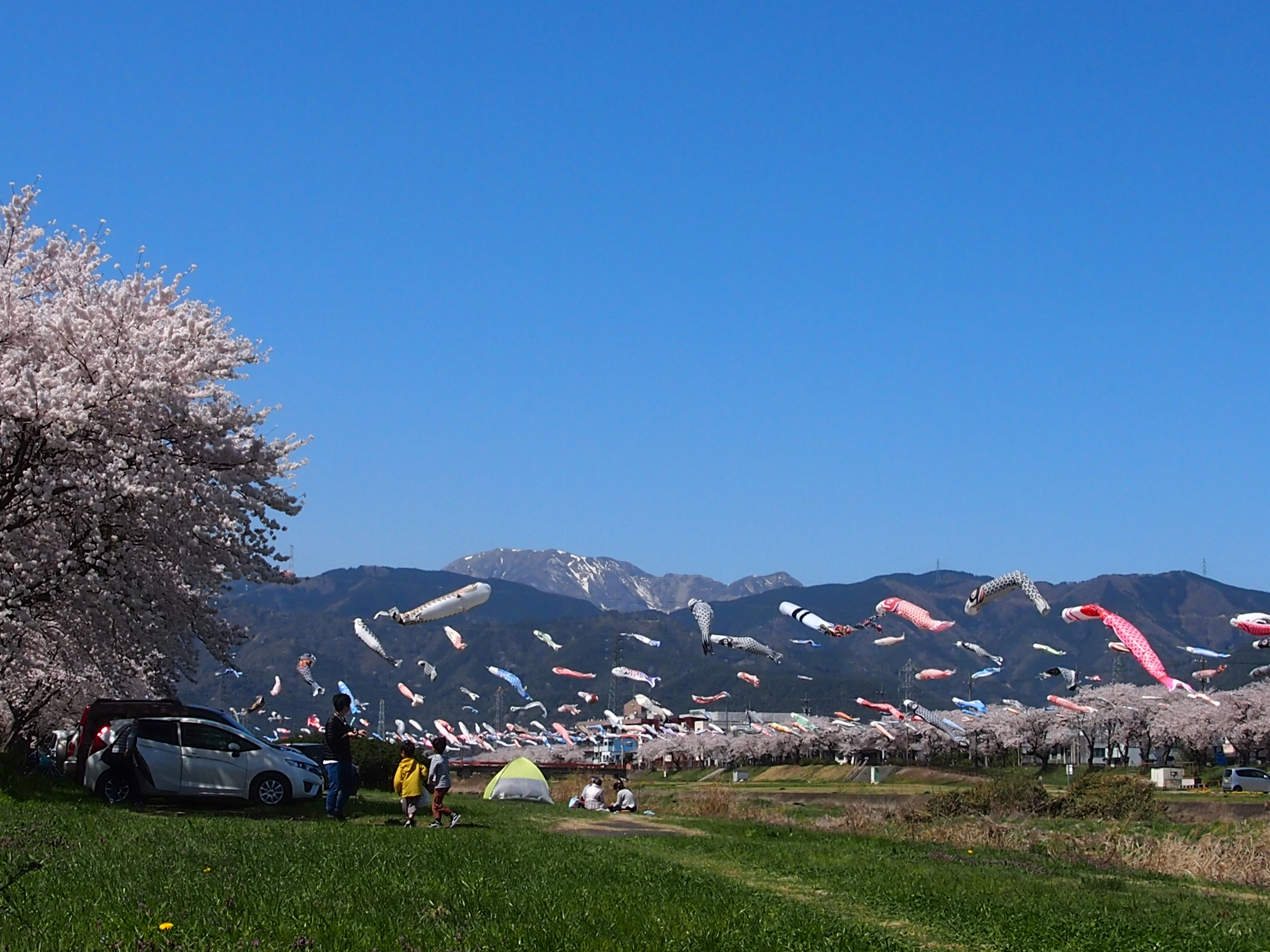
相川鯉のぼり一斉遊泳
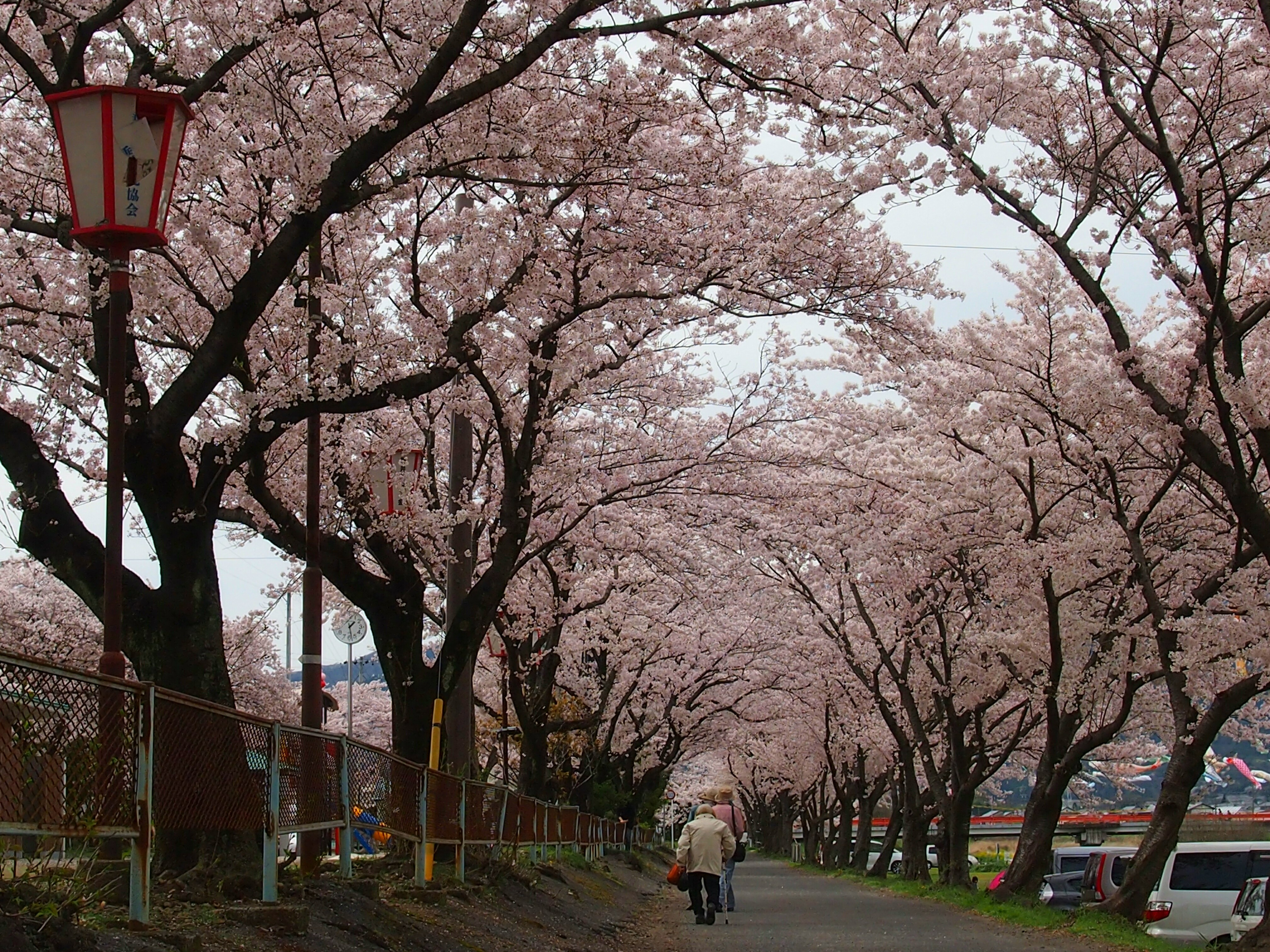
右岸の桜並木